# Wayne Hubbs
Wayne Hubbs (* 18. Mai 1891 in Kingman, Arizona-Territorium; † 17. Oktober 1965 in Phoenix, Arizona) war ein US-amerikanischer Politiker (Demokratische Partei).

## Werdegang
Wayne Hubbs, Sohn von Josephinea Jenna Joanna Wilkinson (1852–1924) und William Harvey Hubbs (1855–1931), wurde 1891 im Mohave County geboren und wuchs dort auf. Sein Vater war Sheriff von Kingman und Kämmerer vom Mohave County. Wayne Hubbs hatte einen Bruder der 1888 bei der Geburt verstarb und mindestens drei weitere Geschwister: Alta Hazel (1889–1923), Vernon Sidney (1893–1963) und Nadine Reta (1895–1983).
Am 5. Juni 1915 heiratete er in Needles (Kalifornien) Grace Lillian Hoose (1898–1982) und ließ sich dort mit ihr nieder. Das Paar bekam vier Söhne und vier Töchter, darunter Donald Harvey (* 1918), James, Richard, Wayne und Joann.
Hubbs kehrte vor 1918 nach Mohave County zurück. Er war von 1918 bis 1923 Kämmerer vom Mohave County. 1923 zog er nach Phoenix (Maricopa County). Hubbs war von 1923 bis 1925 State Treasurer von Arizona und 1925 State Auditor von Arizona. Von 1933 bis 1935 bekleidete er den Posten als Deputa State Treasurer. Danach war er von 1935 bis zu seiner Pensionierung im Jahr 1953 als Assistant Collector für den Internal Revenue Service für Arizona tätig.
Hubbs verstarb 1965 im St. Luke’s Hospital in Phoenix. Er wurde dann auf dem Saint Francis Cemetery in Phoenix beigesetzt.